# Milorad Krivokapić
Milorad Krivokapić, född 8 januari 1956 i Bijela, är en före detta jugoslavisk vattenpolomålvakt. Han ingick i Jugoslaviens landslag vid olympiska sommarspelen 1980 och 1984.
Krivokapić tog OS-silver i den olympiska vattenpoloturneringen i Moskva och OS-guld i den olympiska vattenpoloturneringen i Los Angeles.